# Homer's Triple Bypass
Homer's Triple Bypass (El triple bypass de Homer en España y El gran corazón de Homero en Hispanoamérica) es el episodio número 11 de la cuarta temporada de la serie de televisión animada Los Simpson. Fue emitido por primera vez el 17 de diciembre de 1992 en la cadena Fox, en Estados Unidos.
En este episodio Homer Simpson comienza a tener dolores de pecho y sufre un ataque al corazón mientras su jefe le grita en el trabajo. El Dr. Hibbert le dice a Homer que necesita un triple baipás para salvarse, pero la familia recurre a la utilización de un descuento por un cirujano después de analizar lo caro que les costaría la operación en un hospital ordinario. El episodio fue escrito por Gary Apple y Michael Carrington y dirigido por David Silverman.

## Sinopsis
Todo comienza cuando una noche, mientras está viendo la televisión, Homer —quien había sido prevenido por Marge para que no comiera cosas poco saludables momentos antes—, comienza a sentir dolores de pecho, los que vuelve a sentir durante el desayuno del día siguiente. Después de rechazar el desayuno sano, consistente en un bol de avena que le ofrecía Marge, se toma un desayuno lleno de colesterol, compuesto por huevos fritos y tocino. Mientras conduce hacia su trabajo, el pecho comienza a dolerle más fuerte, pero piensa que es por un problema del automóvil. El mecánico, sin embargo, le dice que podría ser su corazón. Homer, despreocupado, se va.
En el trabajo, el Sr. Burns llama a Homer para retarlo por su bajo desempeño, amagando con despedirlo todo el tiempo. Cada vez que Burns parecía a punto de echarlo, a Homer se le paraba el corazón. Cuando Homer finalmente se desmaya, Smithers le dice a Burns que creía que estaba muerto, por lo que el jefe responde que le manden un jamón a la viuda; al oír esto, Homer se levanta, y para su pesar, Burns cancela el jamón. 
Mientras tanto, en la casa de los Simpson, Marge recibe una llamada telefónica del hospital, en donde le decían que Homer había tenido un paro cardíaco. Más tarde, el Dr. Hibbert le dice a Marge que Homer necesitaría una operación de baipás que costaba 30 000 dólares, pero a Homer le agarra otro ataque al oír el precio y el doctor aumenta el precio de la misma a 40 000 dólares. Homer no podría pagarla, ya que la planta nuclear no le cubría esa operación en su seguro de salud.
Primero Homer intenta comprar un seguro de vida, pero el asegurador se lo niega al ver su estado de salud. Luego intenta pedir dinero a la comunidad religiosa de Springfield, sin demasiada suerte.
Sin otra opción, Homer y Marge deciden ir al consultorio del Dr. Nick Riviera, quien había anunciado por televisión que realizaba cualquier operación por 129 95 dólares. A pesar de que el Dr. Nick tenía una pésima reputación, Homer se aferra a esa última esperanza de salvación. 
Precisamente antes de la operación, el Dr.Nick trata de acordarse como realizarla. Sin recordar, es ayudado por Lisa, quien había leído muchos libros de cardiología. La operación es exitosa, y Homer se recupera por completo. Su corazón, toca la canción de los Simpson hasta el final, con algo de ayuda, ya que por un momento, su corazón se detuvo.

## Producción

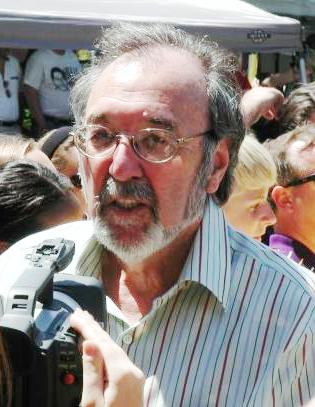
James L. Brooks, productor de la serie tuvo la idea original; sin embargo, el tema provocó que algunos escritores se sientieran algo incómodos.

James L. Brooks creó el episodio. Sobre su creación, los escritores se sintieron algo inquietos, porque la temática del episodio podría ser demasiado seria para la serie. El personal de producción del episodio decidió que David Silverman sería capaz de darle gracia al episodio y hacerlo divertido, por lo que fue seleccionado para dirigirlo. Además el padre de Mike Reiss (productor de la serie), que es médico, interpretó a un consultor médico para el episodio.
El episodio terminó con Homer comiendo una pizza en el hospital donde le realizaron la operación, antes de que Marge preguntase a una enfermera de donde consiguió la misma. Esto hace reflejar una escena más temprana donde el abuelo Simpson lo mira como un infante (hijo) que mastica una rebanada de pizza en el hospital, recordando hechos pasados. Esta escena fue reemplazada por la familia alentando a Homer mientras él está en el cuidado intensivo.